# 白塘街道
白塘街道，是中华人民共和国江西省吉安市吉州区下辖的一个乡镇级行政单位。

## 行政区划
白塘街道下辖以下地区：
白塘社区、吉南社区、城上社区、五里社区、螺川社区、江子头社区、高丰社区、石溪头社区、北门社区、先锋社区、年丰社区和广丰社区。